# Circa Amsterdam

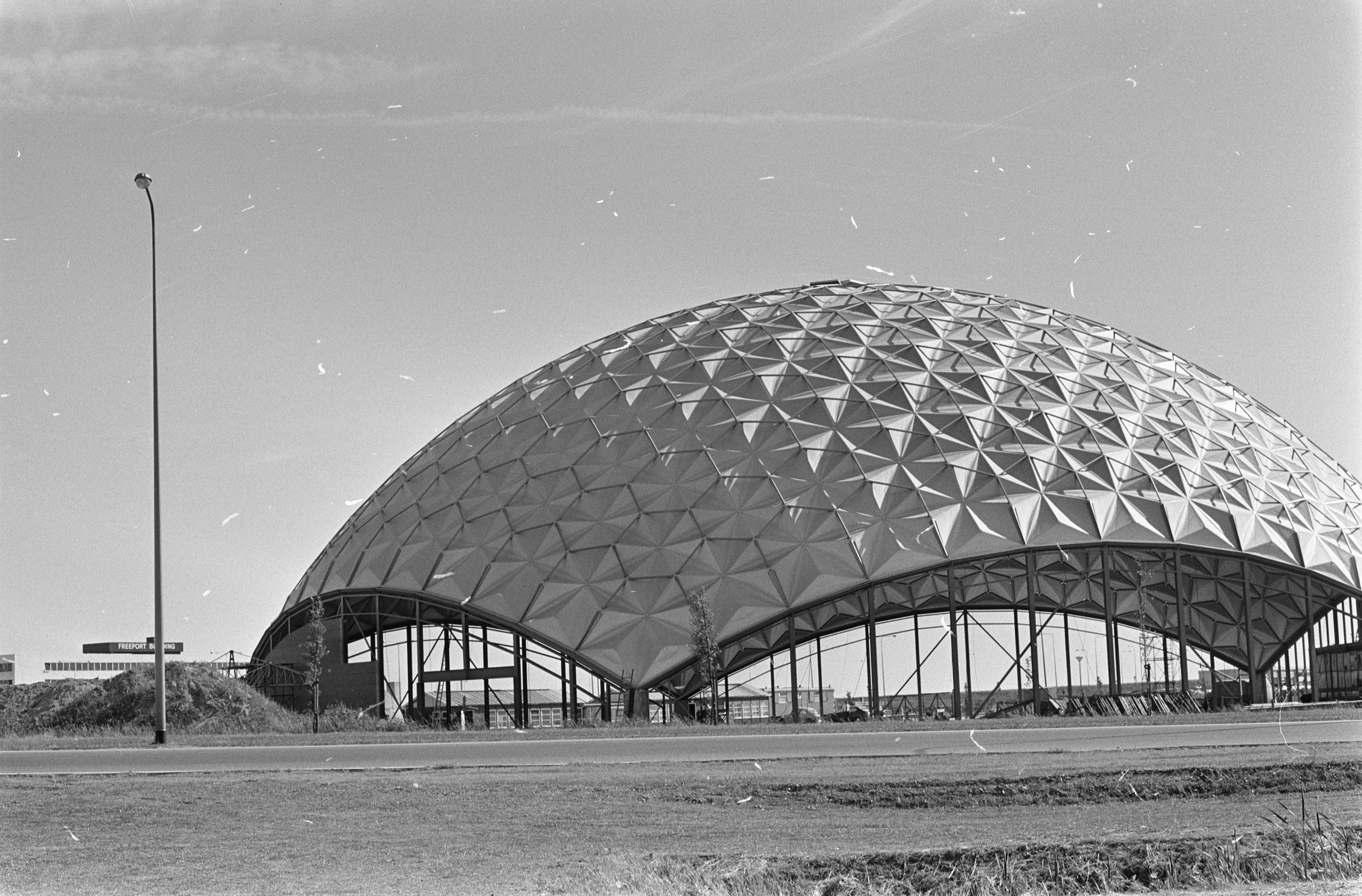
Het Aviodome op Schiphol in aanbouw; 26 juni 1969.

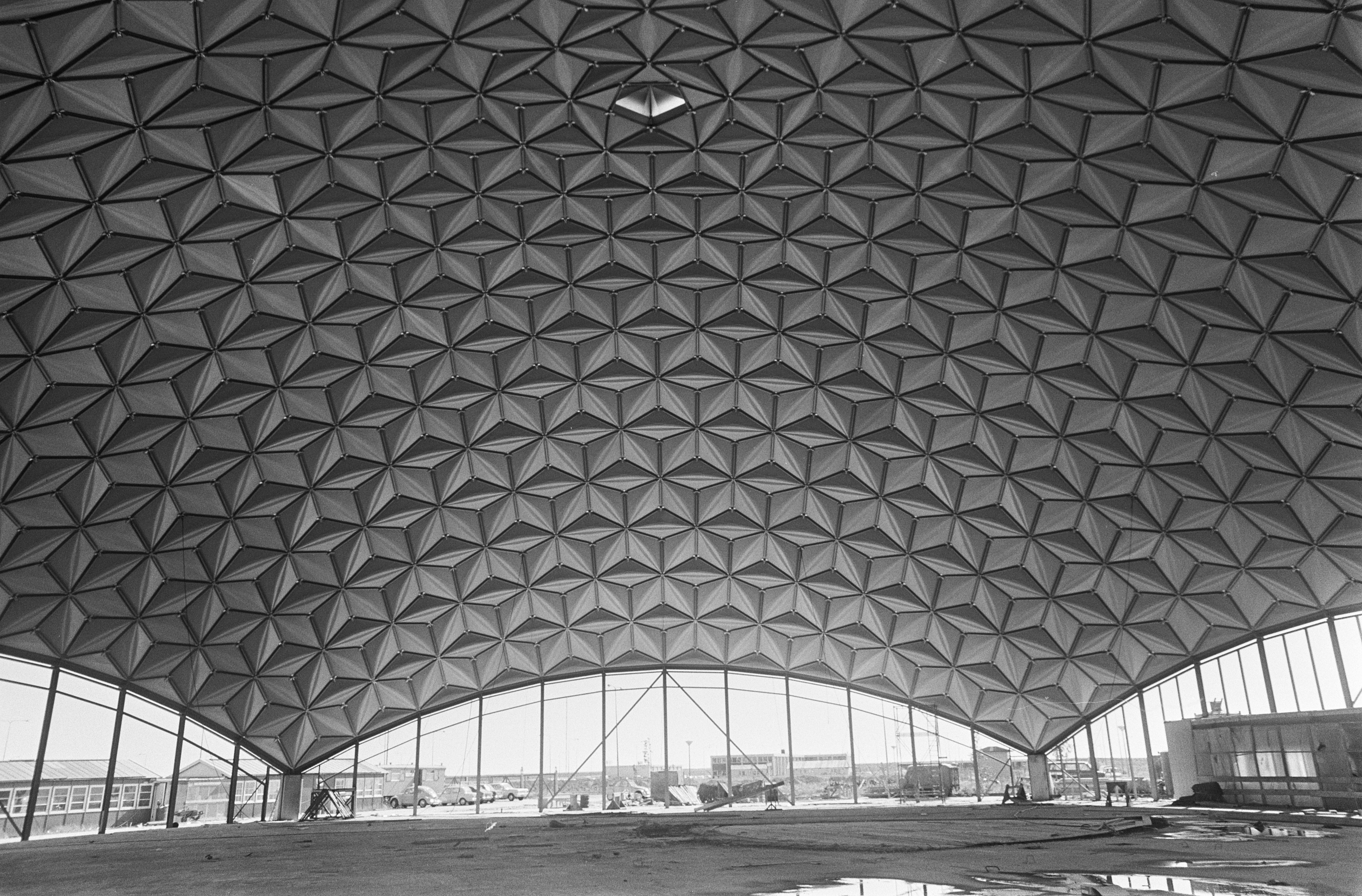
Aviodome op Schiphol in opbouw, de binnenzijde van het dak; 26 juni 1969.

Circa Amsterdam, tussen 2018 en 2023 Amsterdome geheten, is een congrescentrum, met plek voor 2.500 bezoekers aan de Seineweg, bij de Basisweg in Amsterdam-Westpoort.
De oude naam was een samentrekking van Amsterdam en Aviodome, de vroegere functie van het gebouw van 1971 tot 2003, het Nederlandse museum voor lucht- en ruimtevaart, gehuisvest op Schiphol.

## Aviodome
In 1971 werd onder de naam 'Aviodome' een nieuw museum voor lucht- en ruimtevaart op Schiphol geopend. Het hoofdgebouw was een geodetische koepel van aluminium en was ontworpen door de Amerikaan Richard Buckminster Fuller. Het was destijds de eerste geodetische koepel in Europa en de grootste geodetische koepel ter wereld. Het grootste gedeelte van de vliegtuigen in de collectie was hierin te bezichtigen.
De geodetische koepel geldt als de sterkst mogelijke, ruimtelijke constructievorm. Hoe groter je de bol maakt, hoe sterker die wordt. De grote kracht van de koepel is dat die tegelijkertijd licht van gewicht is én zelfdragend. Er zijn dus geen pilaren op steunen nodig in de koepel. De grote doorbraak van Buckminster Fuller volgde tijdens de Wereldexpo van Montreal in 1967, waar hij zijn concept presenteerde. Daarna werden tienduizenden van zulke koepels gebouwd over de hele wereld.
De hele constructie werd gemaakt in de Verenigde Staten en daarna verscheept naar Amsterdam. De meer dan 1.100 ruitvormige aluminium platen werden daar een voor een in elkaar gezet. De koepel heeft een hoogte van 24 meter en een spanwijdte van maar liefst 60 meter. In 1971 opende het museum zijn deuren. Met de bouw was zo'n 3,8 miljoen gulden gemoeid, voornamelijk bekostigd door KLM, Fokker en de Nederlandse overheid.
De collectie van  Aviodome bleef groeien, waardoor na verloop van tijd de koepel op Schiphol te klein werd. Ook had de luchthaven de grond nodig voor een andere bestemming. In 2003 verhuisde het museum daarom naar Lelystad Airport, waarbij de naam werd gewijzigd in Aviodrome. Het gebouw stond hierna leeg. Sloop dreigde, tot zich op het laatste moment een koper aandiende. Daarmee werd het iconische gebouw gered. In 2004 werd de koepel gedemonteerd. De onderdelen werden opgeslagen in 29 zeecontainers.

## Amsterdome en Circa
In 2018 werd de koepel weer in elkaar gezet op een nieuwe locatie aan de Basisweg, bij de Seineweg in Amsterdam-Westpoort. Het gebouw biedt sinds november 2018 onder de naam Amsterdome onderdak aan een congrescentrum, met plek voor 2.500 bezoekers. Voor de herbouw en inrichting werd op grote schaal gebruikgemaakt van gerecyclede materialen.
Het Congrescentrum werd op 1 april 2023 onder een nieuwe eigenaar heropend als Circa Amsterdam.

## Foto's

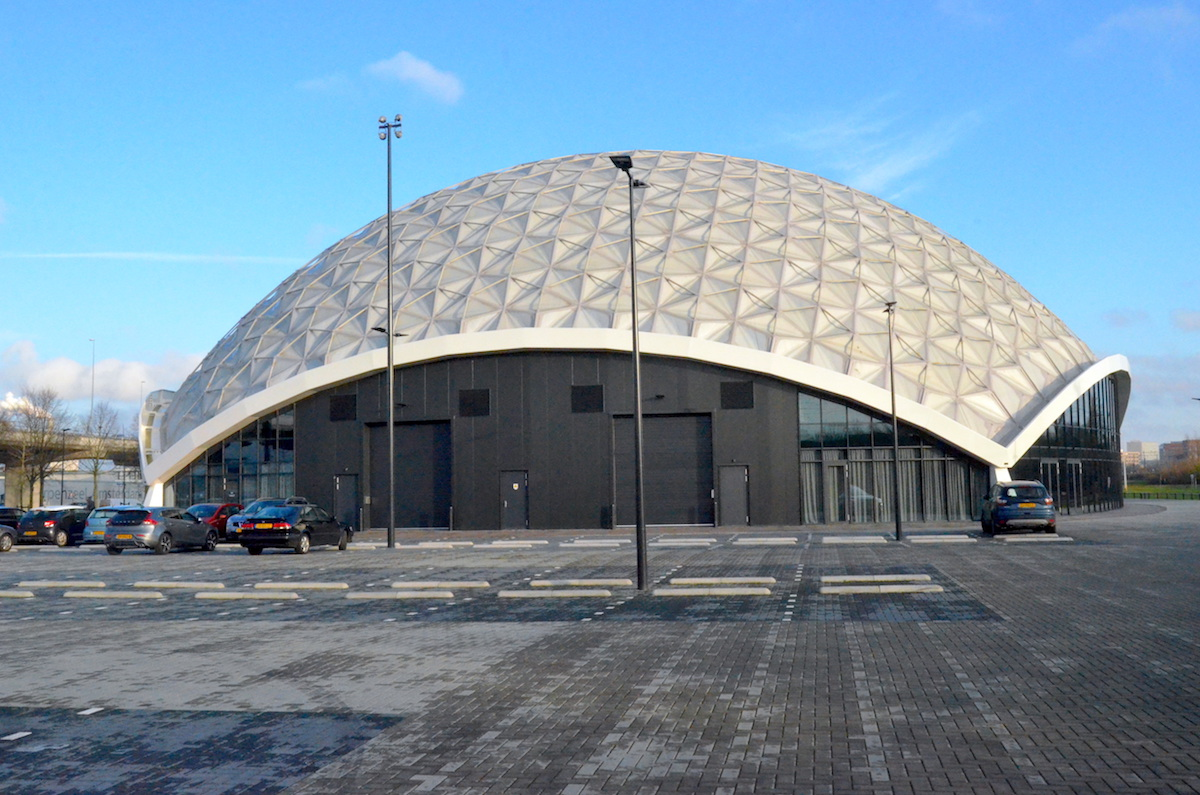
Amsterdome. Westzijde; 12 december 2019.
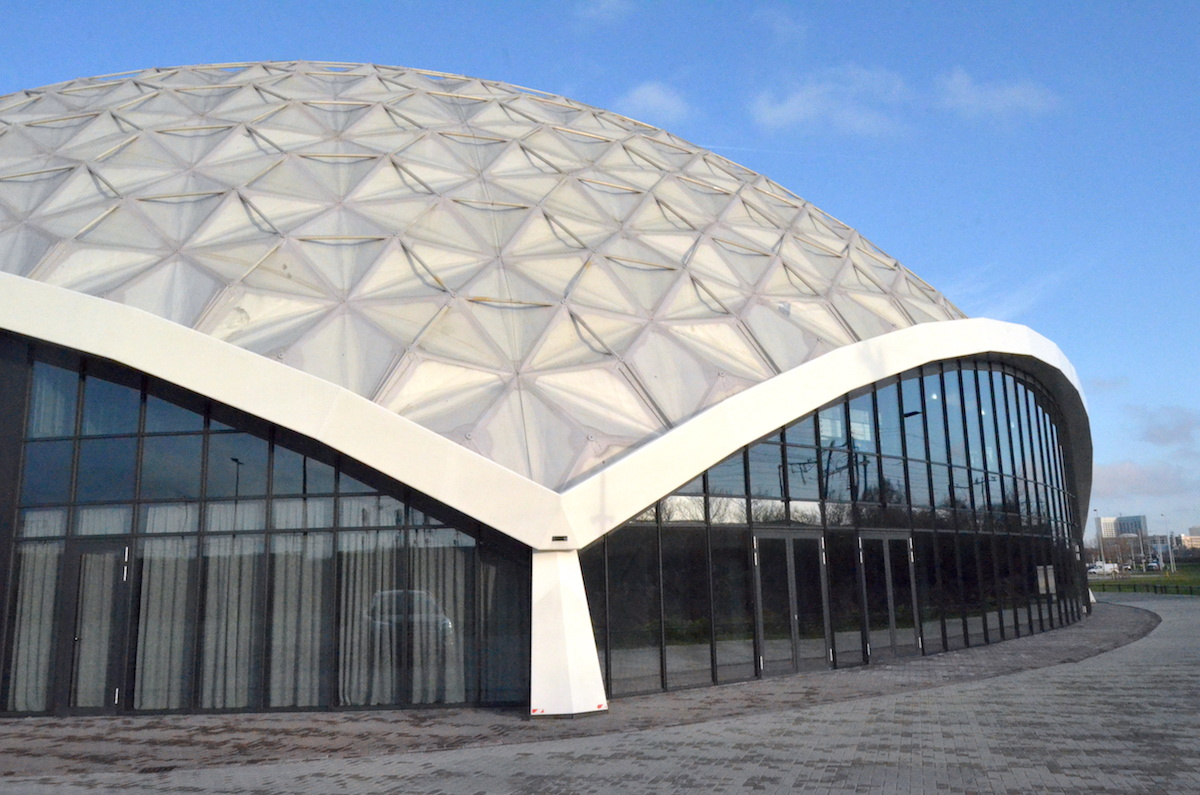
Amsterdome. Zuidzijde; 12 december 2019.
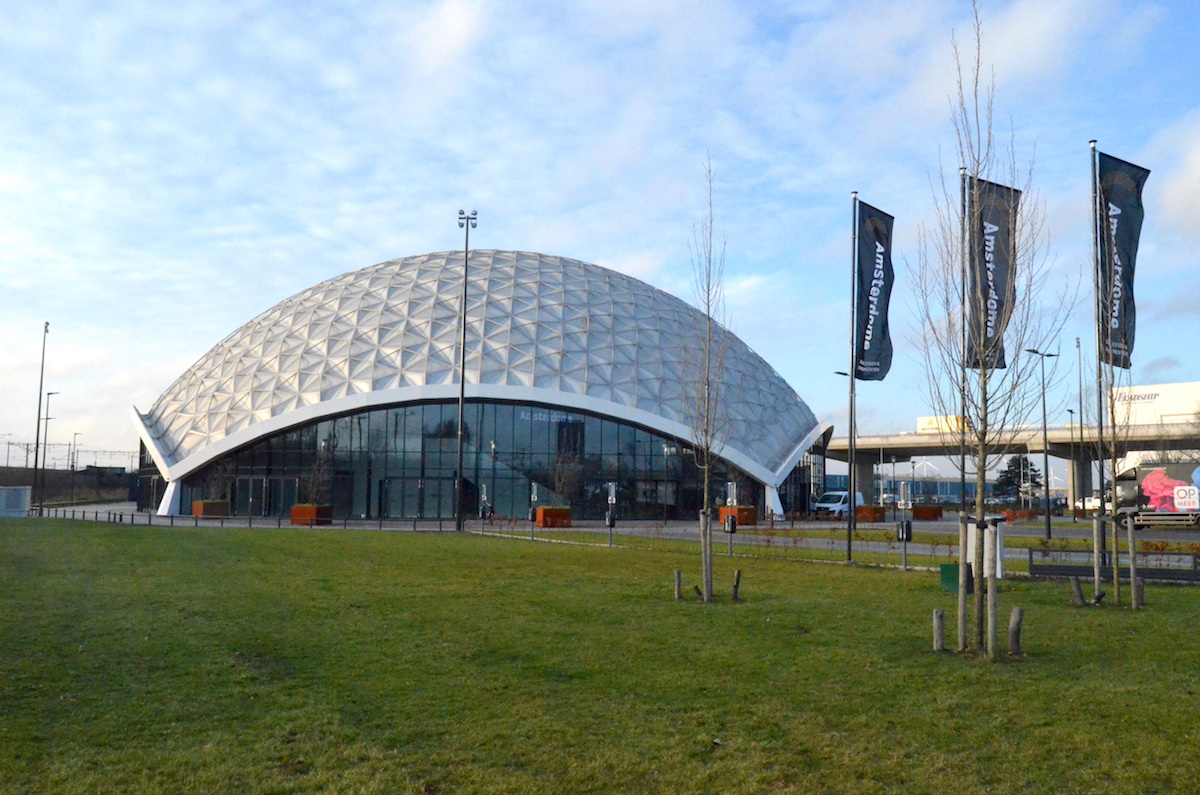
Amsterdome. Oostzijde; 12 december 2019.
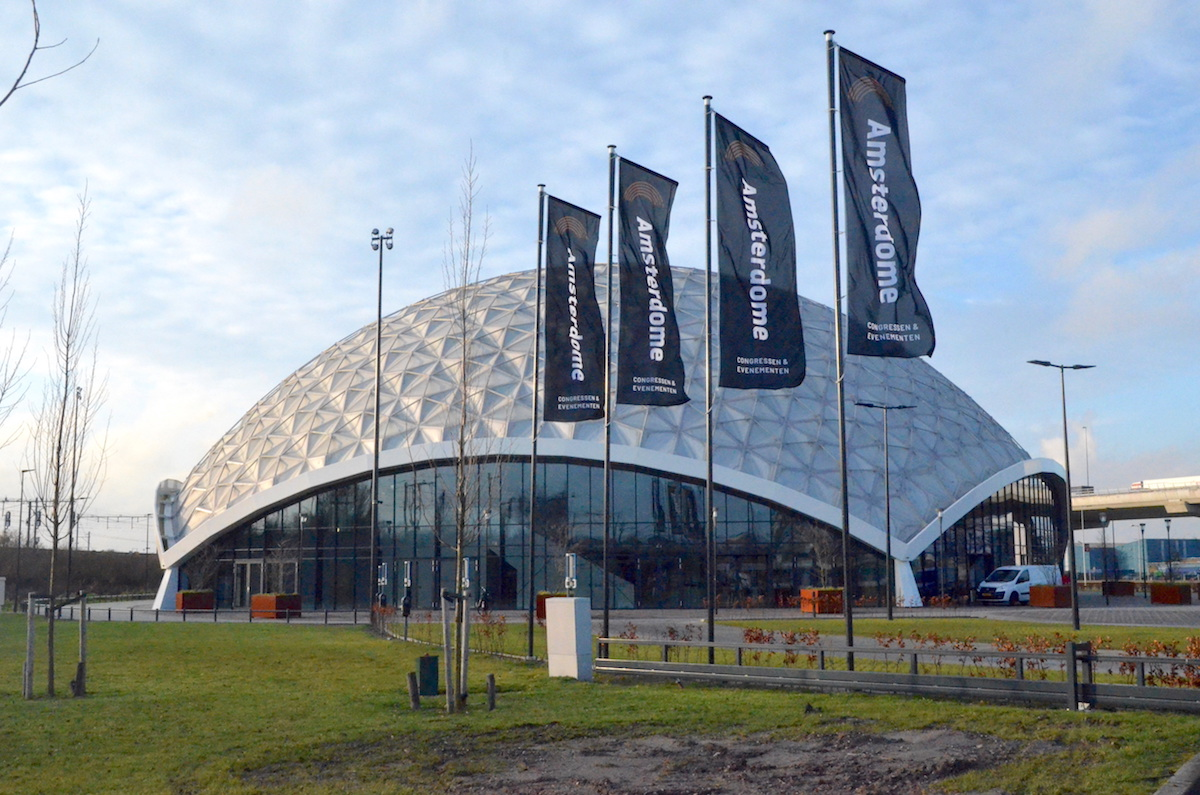
Amsterdome. Oostzijde met vlaggen; 12 december 2019.
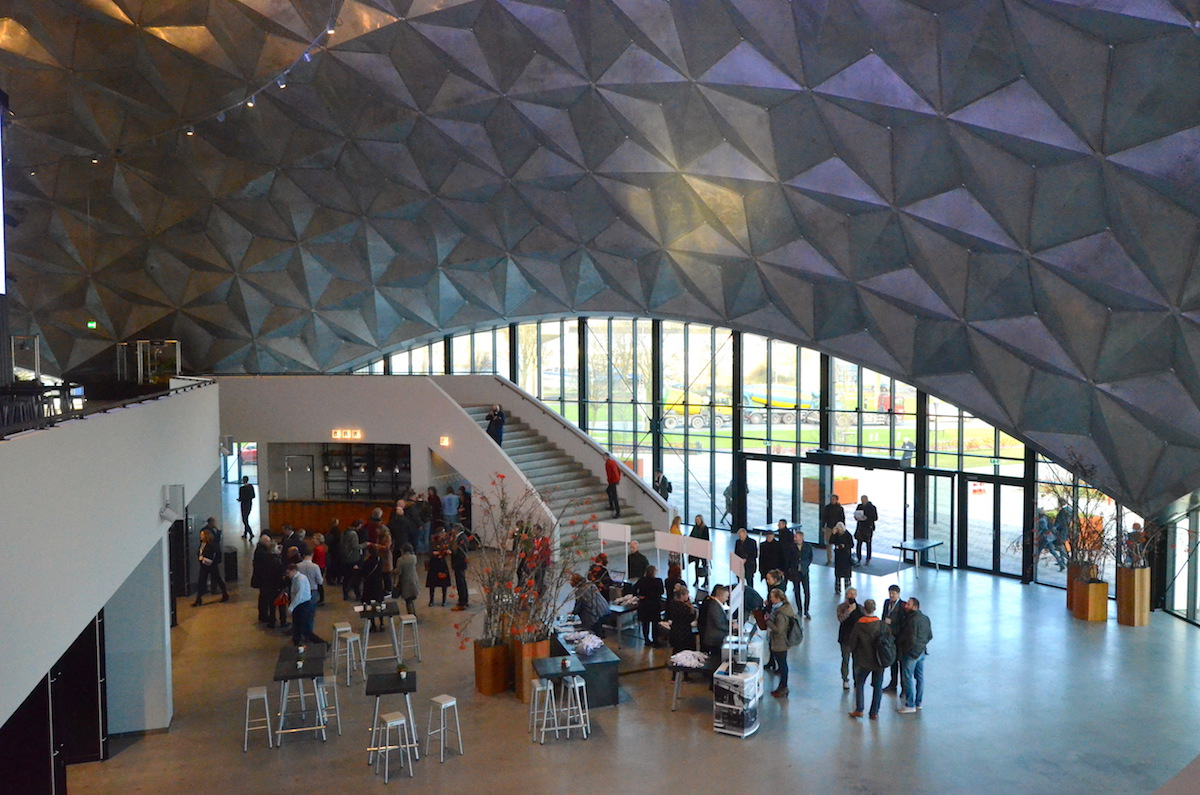
Amsterdome. Interieur; 12 december 2019.
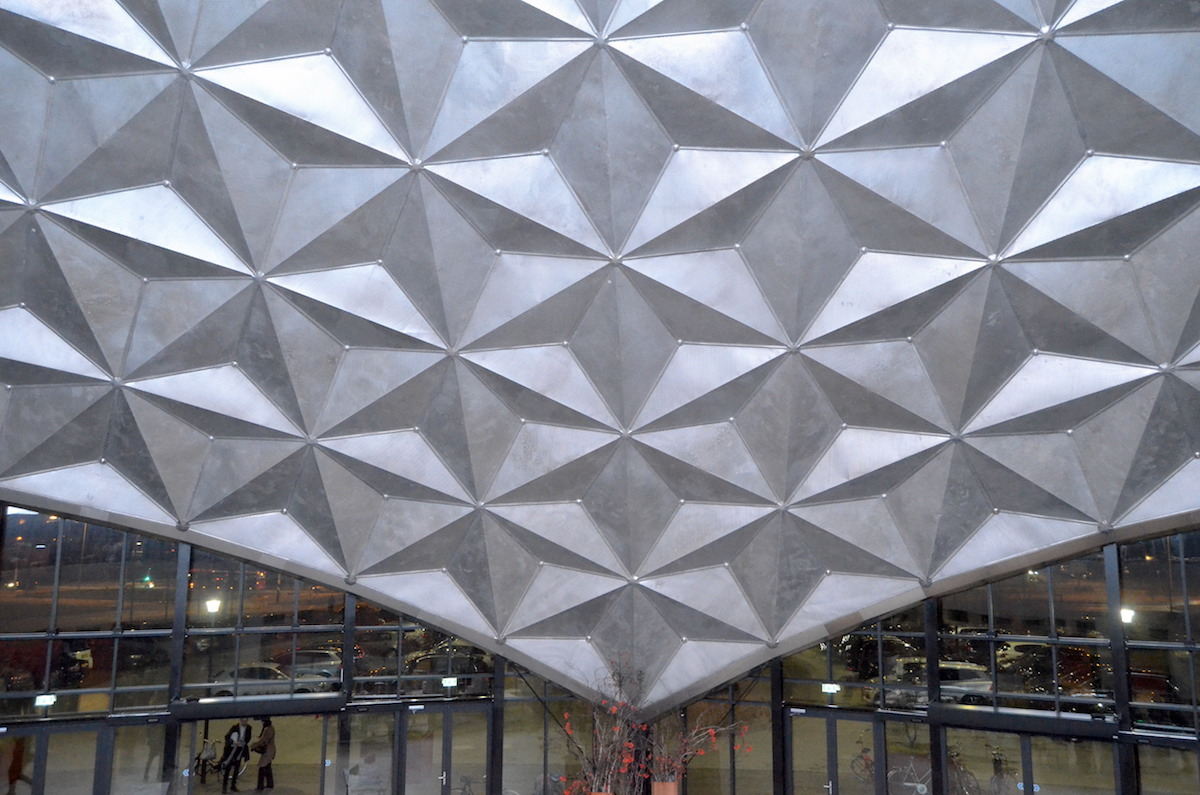
Amsterdome. Binnenkant dakconstructie; 12 december 2019.